# سندی والش
سندی والش (انگلیسی: Sandy Walsh؛ زادهٔ ۱۴ مارس ۱۹۹۵) بازیکن فوتبال است.
از باشگاه‌هایی که در آن بازی کرده‌است می‌توان به باشگاه فوتبال زولته وارخم، باشگاه فوتبال مشلان، و باشگاه فوتبال خنک اشاره کرد.
وی همچنین در تیم‌های ملی فوتبال زیر ۱۷ سال هلند، زیر ۱۹ سال هلند، و اندونزی بازی کرده‌است.